# Unione Sportiva Arezzo 1964-1965
Questa pagina raccoglie le informazioni riguardanti l'Unione Sportiva Arezzo nelle competizioni ufficiali della stagione 1964-1965.

## Rosa
| N. |                   | Ruolo | Calciatore       |
| -- | ----------------- | ----- | ---------------- |
|    | Italia (bandiera) | C     | Fabio Bonini     |
|    | Italia (bandiera) | A     | Carlo Ceccotti   |
|    | Italia (bandiera) | C     | Roberto Chesini  |
|    | Italia (bandiera) | A     | Italo Del Negro  |
|    | Italia (bandiera) | P     | Biagio Dreossi   |
|    | Italia (bandiera) | A     | Enzo Ferrari     |
|    | Italia (bandiera) | A     | Silvano Flaborea |
|    | Italia (bandiera) | D     | Uriano Fontana   |

| N. |                   | Ruolo | Calciatore       |
| -- | ----------------- | ----- | ---------------- |
|    | Italia (bandiera) | P     | Ezio Genero      |
|    | Italia (bandiera) | A     | Enzo Gerardi     |
|    | Italia (bandiera) | C     | Dante Maiani     |
|    | Italia (bandiera) | A     | Innocente Meroi  |
|    | Italia (bandiera) | D     | Renato Picci     |
|    | Italia (bandiera) | C     | Raoul Tassinari  |
|    | Italia (bandiera) | D     | Alberto Tellini  |
|    | Italia (bandiera) | C     | Vittorio Zanetti |